# Maytenus robustoides
Maytenus robustoides är en benvedsväxtart som beskrevs av Ludwig Eduard Theodor Loesener. Maytenus robustoides ingår i släktet Maytenus och familjen Celastraceae. Inga underarter finns listade.